# 哈斯勒

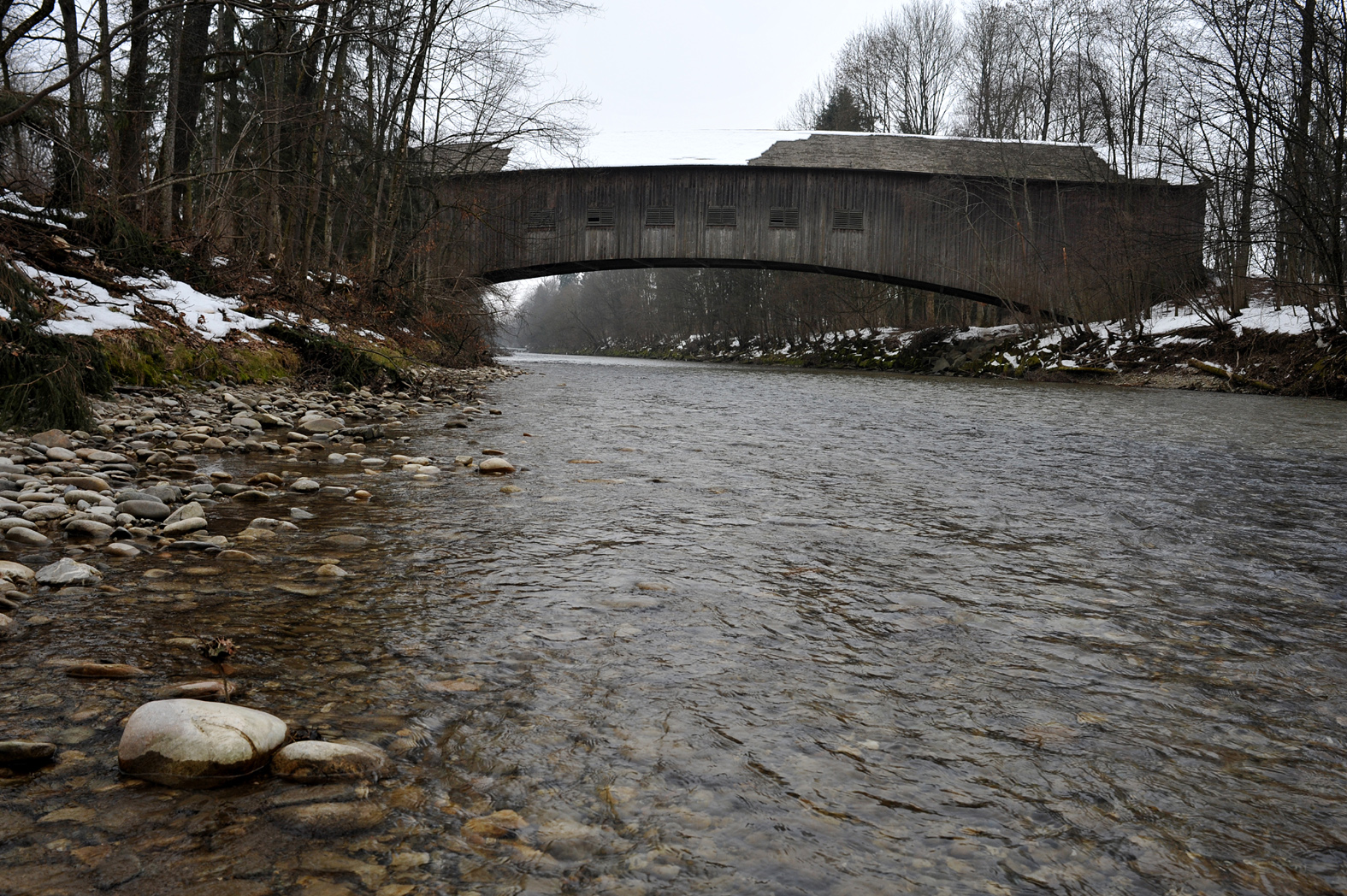

哈斯勒是瑞士的城鎮，位於該國中西部，由伯恩州負責管轄，面積21.89平方公里，海拔高度571米，2011年人口3,184，八成人口信奉基督教，人口密度每平方公里145人。

## 外部連結
- （德文）Website of Hasle bei Burgdorf and Ruegsau
- Aerial photos of the village（页面存档备份，存于）